# بطولة العالم للدراجات على المضمار 2005
بطولة العالم للدراجات على المضمار 2005 هي الدورة ال102 من بطولة العالم للدراجات على المضمار، أجريت في لوس أنجلوس، الولايات المتحدة.

## النتائج النهائية
| المسابقة                                      | ذهبية                                                                      | فضية                                                          | برونزية                                                              |
| --------------------------------------------- | -------------------------------------------------------------------------- | ------------------------------------------------------------- | -------------------------------------------------------------------- |
| الرجال                                        |                                                                            |                                                               |                                                                      |
| السرعة الفردية                                | رينيه وولف (GER)                                                           | ميكائيل بورجين (FRA)                                          | Jobie Dajka (AUS)                                                    |
| سباق الكيلو متر ضد الساعة                     | ثيو بوس (NED)                                                              | جيسون كويلي (GBR)                                             | كريس هوي (GBR)                                                       |
| سباق المطاردة الفردية                         | روبرت برتكو (ألمانيا)                                                      | سيرجي إسكوبار (إسبانيا)                                       | Levi Heimans (هولندا)                                                |
| سباق المطاردة الفرقية                         | ستيف كامينغز · روب هيلس · بول مانينغ (دراج) · كريس نيوتن · بريطانيا العظمى | نيكي تيربسترا · بيتر تشيب · ينس موريس · Levi Heimans · هولندا | ماثيو جوس · اشلي هاتشينسون · ستيفن ولدريدج · مارك جاميسون · أستراليا |
| سباق الخدش - السكراتش                         | أليكس راسموسن (DEN)                                                        | جريج هندرسون (NZL)                                            | ماثيو غيلمور (BEL)                                                   |
| السرعة الفردية للفرق                          | كريس هوي · جيمي ستاف · جيسون كويلي · بريطانيا العظمى                       | ثيو بوس · تيون مولدر · تيم فيلدت · هولندا                     | ماتياس جون · Stefan Nimke · رينيه وولف · ألمانيا                     |
| السرعة الفردية بالترادف (بالإنجليزية: tandem)‏ |                                                                            |                                                               |                                                                      |
| السباق الأمريكي (ماديسون)                     | مارك كافنديش · روب هيلس · بريطانيا العظمى                                  | Robert Slippens · داني ستام · هولندا                          | Iljo Keisse · ماثيو غيلمور · بلجيكا                                  |
| سباق مطاردة الدراجة النارية للهواة            |                                                                            |                                                               |                                                                      |
| سباق مطاردة الدراجة النارية للمحترفين         |                                                                            |                                                               |                                                                      |
| الكيرين                                       | تيون مولدر (NED)                                                           | باري فورد (BAR)                                               | شين كيلي (AUS)                                                       |
| سباق النقاط                                   | Volodymyr Rybin (UKR)                                                      | Ioannis Tamouridis (GRE)                                      | جوان يانيراس (ESP)                                                   |
| سباق الأومنيوم                                |                                                                            |                                                               |                                                                      |
| السيدات                                       |                                                                            |                                                               |                                                                      |
| السرعة الفردية                                | فيكتوريا بندلتون (GBR)                                                     | Tamilla Abassova (RUS)                                        | آنا مارس (AUS)                                                       |
| سباق 500 متر ضد الساعة                        | ناتاليا تسيلينسكايا (4) (BLR)                                              | آنا مارس (AUS)                                                | Yvonne Hijgenaar (NED)                                               |
| سباق المطاردة الفردية                         | كاتي ماكتير (AUS)                                                          | كاثرين بيتس (AUS)                                             | Karin Thürig (SUI)                                                   |
| سباق المطاردة الفرقية                         |                                                                            |                                                               |                                                                      |
| سباق الخدش - السكراتش                         | أولغا سليوساريفا (RUS)                                                     | كاثرين بيتس (AUS)                                             | Liudmila Vipirailo (LTU)                                             |
| السرعة الفردية للفرق                          |                                                                            |                                                               |                                                                      |
| الكيرين                                       | كلارا سانشيز (دراج) (FRA)                                                  | Elisa Frisoni (ITA)                                           | Yvonne Hijgenaar (NED)                                               |
| سباق النقاط                                   | فيرا كارارا (ITA)                                                          | أولغا سليوساريفا (RUS)                                        | كاثرين بيتس (AUS)                                                    |
| سباق الأومنيوم                                |                                                                            |                                                               |                                                                      |